# 나승훈
나승훈(1987년 8월 26일~)은 대한민국의 만화가이다. 2009년 네이버 웹툰 놓지마 정신줄의 그림 작가를 맡으면서 웹툰 작가로 데뷔했다.

## 작품
- 놓지마 정신줄